# Stiria intermixta
Stiria intermixta är en fjärilsart som beskrevs av Dyar 1918. Stiria intermixta ingår i släktet Stiria och familjen nattflyn. Inga underarter finns listade i Catalogue of Life.